# Edwards kontra Aguillard
Az Edwards kontra Aguillard,  482 U.S. 578 (1987) az Amerikai Egyesült Államok Legfelsőbb Bírósága által tárgyalt ügy, melynek döntésében a bíróság kimondta, hogy alkotmányellenes az a Louisiana állam által hozott törvény, mely kötelezővé tette teremtéstudomány oktatását minden olyan esetben, amikor az evolúció oktatása került. A döntés szerint a kreacionizmus állami iskolákban történő oktatása alkotmányellenes, mivel egy bizonyos vallást igyekszik előnyhöz juttatni.
Ugyanakkor a bíróság kimondta, hogy „az emberiség eredetével kapcsolatos különböző tudományos elméletek oktatása indokolt lehet tisztán szekuláris indíttatásból, a tudományos oktatás hatékonyságának növelése érdekében”.
A per során 72 Nobel-díjas tudós, 17 állami tudományos akadémia és hét másik tudományos szervezet írt levelet a bíróságnak. Ezen levelekben kifejezésre juttatták véleményüket, mely szerint a teremtéstudomány vallásos dogmákból áll.